# 富士見ティーンエイジファンクラブ
富士見ティーンエイジファンクラブ（ふじみティーンエイジファンクラブ）は、声優の明坂聡美、長谷川静香、波多野桃子がパーソナリティーを務めるラジオ大阪のラジオ番組（アニラジ番組）。
通称「FTAF」(Fujimi TeenAge Fun club)、「ふたふー」など。
2006年4月9日放送開始。1314 V-STATION枠内で毎週日曜日・深夜23:00～23:30で放送。
2008年3月30日放送終了、全104回。

## 概要
- 番組公式Webサイトにて、過去十数回分をオンデマンドで配信。通常、本放送の約24時間後に配信開始。
- 仁美と有佳のどらごんデンタルクリニックに代わる、富士見書房の提供番組である。
- 月刊ドラゴンマガジンにはこの番組を紹介する連載記事「富士見ティーンエイジファンクラブ ドラゴンマガジン出張版」がある。
- 番組冒頭のあいさつは「ふたふー」。番組略称の「FTAF」から。
- ペンネームの呼び名は「会員ネーム」。加えて、5桁の会員番号を投稿者が自分で決める。
- パーソナリティの会員番号は、明坂が「会員番号00001」、波多野が「会員番号00002」、長谷川が「会員番号00003」。明坂が1月生まれ、波多野が2月生まれなのでこの順番になった（ただし長谷川は3月ではなく9月生まれ）。「番組スタッフのツノダさん」が00004、「構成作家のカワグチさん」が00005で、リスナーやゲストは00006から。
- 番組内で、明坂聡美は「お嬢」、長谷川静香は「ボス」、波多野桃子は「桃ちゃん」と呼ばれる。ただし、最初に呼び名を決めたときは長谷川は「静香ちゃん」だった。
- 初期はリーダーが決められていた。最初のリーダーは明坂。明坂はリーダーになることを嫌がったが、多数決でむりやり決められた。5月頭にとつぜんリーダーは月替わりとなり、長谷川が5月リーダーに。その後いつのまにかリーダー制は消滅。
- 2006年8月には、秋葉原UDXの東京アニメセンターで6週連続公開録音を敢行した。

## コーナー
ふつおた
普通のお便り。
ラジオドラマ
詳細は#ラジオドラマを参照。2006年6月～。
オープニングトーク
パーソナリティ1人が週替わりで30秒のフリートークをする。2006年10月～。
富士見懸賞大作戦
本名を隠して「月刊ドラゴンマガジン」「月刊ドラゴンエイジ」の読者プレゼントに応募する。2007年7月1日～。
不死身4コマ劇場
「不死身ひとコマ劇場」をリニューアルして４コマ漫画に。2007年7月8日～。

### 終了コーナー
2006年10月と2007年7月に、大幅なコーナー変更がされている。コーナーは終了前に特に告知せず長期休止することがある。
『とれふぁんクラブ』
流行っているコトやモノ、言葉などを募集。「とれふぁん」は「トレンド」+「ファッション」より。2006年4月～2006年9月。
富士見お料理クラブ
富士見書房の作品を料理に見立てたレシピ風の紹介文を募集。2006年4月～2006年9月。
フジQクラブ
パーソナリティが、ある富士見書房作品の一部分（3人が別々のページ）を朗読し、リスナーが作品名を当てる。「フジQ」は「富士見作品クエスチョン」の略。2006年4月～2006年9月。
ティーンにもわかるロケット講座
長谷川が宇宙飛行士役で出演する新アニメ『ロケットガール』にちなみ、長谷川がロケット用語を（当てずっぽうで）説明する。「『風のスティグマ』補習授業」開始とともに極端に頻度が落ちたが、ペットボトルロケットを打ち上げるコーナーとして復活。2007年1月～2007年5月20日。
綾乃の『風のスティグマ』補習授業
新アニメ『風のスティグマ』のコーナー。このコーナーのみ『風のスティグマ』ヒロイン神凪綾乃役の藤村歩と、本編のパーソナリティから1人の、計2人がパーソナリティを勤める。2007年3月18日～2007年6月3日（入れ替わりに『風のスティグマ』のラジオドラマが開始）。
富士見・伝言バン
会員リスナーが番組を使ってやり取りする。もっぱら、リスナーの質問に対する答えを募集している。2006年10月～2007年5月27日（2ヶ月ぶりの再開が最終回）。
不死身ひとコマ劇場
明坂聡美が描いた女の子キャラクター不死身ちゃんが叫んでる台詞を募集。イラストは2枚描かれた。2006年10月15日～2007年6月17日（3ヶ月ぶりの再開が最終回）。
乙女てぃーちんぐクラブ
10代の乙女であるパーソナリティたちに訊きたいことや教えてもらいたいことを募集。2006年4月～2007年6月24日（4ヶ月ぶりの再開が最終回）。
波多野桃子・高校受験への道
2007年度（2008年）高校受験を控えた波多野桃子を「応援する」と称していろんなことをさせる。2007年6月10日～2007年7月。
ドラゴン桃
「波多野桃子・高校受験への道」がリニューアル。2007年度（2008年）高校受験を控えた波多野桃子のために受験に役立つ情報を募集する。タイトルは『ドラゴン桜』より。桃子の高校受験成功により終了。2007年8月5日～2008年2月3日。

## ゲスト
富士見書房で執筆している作家などが登場している。
- 水野良、築地俊彦 （2006年8月13日）
- あざの耕平 （2006年9月3日）
- 舞阪洸 （2006年10月15日）
- さっち、小松ドラゴンエイジピュア副編集長 （2006年11月26日）
- あざの耕平、水野良、築地俊彦 （2006年12月17日、電話出演）
- 野尻抱介 （2007年2月25日）
- KADOKAWAマン（角川書店広報） （2007年3月4日）
- 藤村歩 （2007年3月11日）
- 新井輝 （2007年3月18日）
- 小松ドラゴンエイジピュア副編集長、神楽坂なぐ （2007年4月15日）
- 大槻（仮名）（ドラゴンマガジン編集部） （2007年5月27日）
- 藤村歩 （2007年6月3日）
- 榊一郎 （2007年7月22日）
- 森崎くるみ （2007年7月29日）
- 間島淳司、門脇舞以 （2007年9月2日・9月9日）
- 間島淳司、門脇舞以、鈴木大輔 （2007年9月23日、公開録音）
- 新井輝 （2007年10月14日）
- 師走トオル （2007年10月21日）
- 細音啓 （2007年11月11日・11月18日）
- 大楽絢太、今野隼史 （2007年12月9日）
- 栗原健（ドラゴンエイジピュア編集長）、鈴木大輔 （2007年12月23日）
- 新井輝、さっち （2008年1月6日）
- 葵せきな （2008年1月20日）
- 大槻（元ドラゴンマガジン編集部）（2008年2月24日、正規のゲストではない）

## ラジオドラマ
富士見書房の小説・漫画を原作にしたラジオドラマ。2006年6月から2007年1月までほぼ月1作のペースで放送され、その後、不定期に復活している。
- ご愁傷さま二ノ宮くん（2006年6月25日～7月23日）
出演: 寺島拓篤（二ノ宮峻護）、後藤邑子（月村真由）、松岡由貴（北条麗華）、猪口有佳（保坂光流）、進藤尚美（二ノ宮涼子）、 平川大輔（二ノ宮美樹彦） ※のちのアニメとは異なる
- ゼロイン（2006年8月6日～8月27日）
出演: 小林沙苗（爲妹みくる）、原田正夫（白石光）、佐久間レイ（藤田七実）、関俊彦（久巻勇示）、杉田智和（花友蔵）、大原さやか（式江美園）
- 伝説の勇者の伝説（2006年9月3日～10月8日）
出演: うえだゆうじ（ライナ）、久川綾（フェリス）、かないみか（ミルク）
- 仮面のメイドガイ（2006年10月15日～11月5日・全4回）
出演: 玄田哲章（コガラシ）、高橋美佳子（富士原なえか）、豊口めぐみ（フブキ）、高戸靖弘（富士原幸助） 他
- 鋼殻のレギオス（2006年11月12日～12月3日）
出演: 下野紘（レイフォン）、伊藤静（ニーナ）、釘宮理恵（フェリ）、小野大輔（シャーニッド）、喜安浩平（ハーレイ）、小伏伸之（ジェイミス）
- SHI-NO -シノ-（2006年12月17日・12月31日～2007年1月7日）
出演: 沢城みゆき（志倉志乃）、水島大宙（僕）、清水愛（北村舞子）
- 風のスティグマ（2007年6月3日～6月24日）
出演: 小野大輔（八神和麻）、藤村歩（神凪綾乃）、猪口有佳（篠宮由香里）、伊藤静（久遠七瀬）、大原さやか（橘霧香）、下野紘 ※下野紘以外はアニメと同じ
- ご愁傷さま二ノ宮くん ラジオ劇場（2007年10月7日～12月23日）
出演: 間島淳司（二ノ宮峻峻護）、門脇舞以（月村真由）、沢城みゆき（北条麗華）、根谷美智子（二ノ宮涼子）、成田剣（月村美樹彦）、宮田幸季（保坂光流） ※アニメと同じ